# Xuntian
Impressão artística
Xuntian (chinês: 巡天, pinyin: Xún Tiān, lit. ‘inspeção celestial’, também conhecido como Telescópio de Inspeção Espacial Chinesa ou Telescópio da Espacial Espacial Chinesa (chinês simplificado: 巡天号空间望远镜) é um telescópio espacial da China em desenvolvimento. Terá um espelho primário de 2 metros de diâmetro e deverá ter um campo de visao 350 vezes maior que o Telescópio Espacial Hubble.
Xuntian está planejado para ser lançado em 2026 num Longa Marcha 5B para co-orbitar a Estação Espacial Tiangong em fases orbitais levemente diferentes, o que permetirá a acoplagem regular com a estação.